# 碧玉镇
碧玉镇，是中华人民共和国甘肃省定西市通渭县下辖的一个乡镇级行政单位。
2017年，甘肃省民政厅批复同意撤销碧玉乡，设立碧玉镇。

## 行政区划
碧玉镇下辖以下地区：
碧玉村、新城村、雷岔村、赵河村、牛洛村、阳屲村、石滩村、南岔村、朱川村、李川村、赵沟村、坷湾村、岳岔村、陈山村、玉关村和小河村。